# Gérard Coinçon
Gérard Coinçon (Belfort, 18 marzo 1939) è un allenatore di calcio ed ex calciatore francese, di ruolo attaccante.

## Carriera

### Calciatore

#### Club
Coiçon ha esordito nella prima squadra del Saint-Étienne il 13 aprile 1958 contro il Béziers nella Division 1 1957-1958. Miglior piazzamento ottenuto nelle tre stagioni in forza ai verts, tutte nella massima serie francese, fu il sesto posto nella Division 1 1958-1959, oltre che la vittoria nella Coppa Charles Drago 1958. Con i suoi Coiçon raggiunse inoltre la finale di Coppa di Francia 1959-1960, persa contro il Monaco.
Nel gennaio 1961 viene ingaggiato dai cadetti del Strasburgo, con cui ottiene la promozione in massima serie nella stagione d'esordio. Con gli alsaziani Coinçon rimane sino alla stagione 1963-1964, in cui con i suoi ottiene il nono posto e soprattutto vince la Coupe de la Ligue 1963-1964 battendo il Rouen.
Nel 1964 si trasferisce in Svizzera per giocare nel Grenchen. Nella sua militanza con il club del Canton Soletta ottiene come miglior piazzamento l'ottavo posto nella Lega Nazionale A 1966-1967, retrocedendo però in cadetteria al termine della stagione 1967-1968.
Nel 1968 passa al Lugano, con cui nella stagione d'esordio ottiene il quinto posto finale, a cui seguì il sesto l'anno dopo.
Chiusa l'esperienza svizzera, Coinçon torna in patria per giocare con i cadetti del Besançon, società in cui chiuderà la carriera agonistica nel 1973.

#### Nazionale
Venne convocato nella Nazionale olimpica di calcio della Francia, per disputare le XVII Olimpiadi. Con i blues ottenne il secondo posto del girone D della fase a gruppi, venendo eliminato dalla competizione. Quédec segnò nella competizione una rete nel pareggio contro l'India.

## Statistiche

### Cronologia presenze e reti nella nazionale Olimpica
| Cronologia completa delle presenze e delle reti in nazionale ― Francia Olimpica | Cronologia completa delle presenze e delle reti in nazionale ― Francia Olimpica | Cronologia completa delle presenze e delle reti in nazionale ― Francia Olimpica | Cronologia completa delle presenze e delle reti in nazionale ― Francia Olimpica | Cronologia completa delle presenze e delle reti in nazionale ― Francia Olimpica | Cronologia completa delle presenze e delle reti in nazionale ― Francia Olimpica | Cronologia completa delle presenze e delle reti in nazionale ― Francia Olimpica | Cronologia completa delle presenze e delle reti in nazionale ― Francia Olimpica |
| Data                                                                            | Città                                                                           | In casa                                                                         | Risultato                                                                       | Ospiti                                                                          | Competizione                                                                    | Reti                                                                            | Note                                                                            |
| ------------------------------------------------------------------------------- | ------------------------------------------------------------------------------- | ------------------------------------------------------------------------------- | ------------------------------------------------------------------------------- | ------------------------------------------------------------------------------- | ------------------------------------------------------------------------------- | ------------------------------------------------------------------------------- | ------------------------------------------------------------------------------- |
| 26/08/1960                                                                      | Firenze                                                                         | Francia olimpica                                                                | 2 – 1                                                                           | Perù olimpica                                                                   | Olimpiadi 1960                                                                  | -                                                                               |                                                                                 |
| 29/08/1960                                                                      | Grosseto                                                                        | Francia olimpica                                                                | 1 – 1                                                                           | India olimpica                                                                  | Olimpiadi 1960                                                                  | 1                                                                               |                                                                                 |
| Totale                                                                          |                                                                                 | Presenze                                                                        | 2                                                                               |                                                                                 | Reti                                                                            | 1                                                                               |                                                                                 |

## Allenatore
Lasciato il calcio giocato, nel 1973 diviene l'allenatore del Besançon, che guiderà per sei stagioni nella cadetteria francese.
Dopo aver allenato nelle serie minori il ÉSA Brive ed il Le Touquet, nel 1985 torna ad allenare un club di cadetteria, l'Istres. Coinçon rimarrà alla guida degli Aviateurs per tre stagioni, tutte nella serie cadetta transalpina. 
Terminata l'esperienza all'Istres, allenerà l'Évreux AC.

## Palmarès
- Coppa Charles Drago: 1

Saint-Étienne: 1958
- Coppa di Lega francese: 1

Strasburgo: 1963-1964